# Duna de Pilat
La duna de Pilat, també anomenada Ròca Blanca, de Pyla o de Pila (en francès, Gran dune du Pilat o du Pyla; del gascó, pilàt o pialàt, 'munt', diminutiu pilot), és una enorme formació natural de sorra costanera acumulada al litoral aquità del golf de Biscaia a l'entrada de la conca d'Arcachon. La duna se situa al terme municipal de La Teste-de-Buch, comuna francesa del departament de la Gironda i la comarca natural del Pays de Buch, al sud-oest de França.
És la duna més alta d'Europa. Tant la geomorfologia com la seva posició es troben en permanent evolució i desplaçament des de la seva gènesi, estimada fa milers d'anys. Conté un volum total aproximat de més de 60 milions de metres cúbics de sorra fina eòlica que abasta unes 87 hectàrees de superfície, ocupant 2,7 km de costa lineal i fins a 500 metres de bosc del Parc Natural de les Landes de Gascunya. Cap a l'interior avança d'entre 3 a 4 metres anuals, segons mesures realitzades des de la dècada dels anys 1960.
La duna de Pilat és singular per l'amplitud de la seva cresta, la més alta del continent europeu, conseqüència d'un fenomen geològicament recent: el col·lapse, al segle xviii, d'un gran banc de sorra oceànica situat enfront de la costa. Aquest banc va proporcionar el material sedimentari després transportat progressivament per la natura i acumulat, com a resultat de l'activitat humana de repoblament i de lluita contra la invasió sorrenca, per conformar el cim de la duna que va evolucionar des dels 35 m d'alçada mesurats a mitjans del segle xix, fins a arribar entre els 80 i 107 m, segons els estudis realitzats des de la dècada dels anys 1980.
La duna de Pilat i el seu entorn, considerats un ecosistema de valor excepcional, han estat protegits per la República francesa mitjançant diferents mesures de preservació que, a partir de la primera classificació de 1943, es van estendre al bosc circumdant, declarant el conjunt com a Grand Site National de França el 1978. El 1994 es van delimitar i classificar les 6.288,26 hectàrees del lloc formalment com a «gran lloc natural d'interès paisatgístic i científic», associat a la xarxa Natura 2000 de la Unió Europea. És el centre d'atracció turística més destacat de la regió aquitana i un dels més importants del país: acull entre 1 i 1,5 milions de visitants anuals.